# Proteoglikan
Proteoglikani su vrlo visoko glikolizirane bjelančevine. Bazni proteoglikan sastoji se od "jezgrene bjelančevine" s jednom ili više kovalentno prikačenih glikozaminoglikanskih (GAG) lanaca. Točka privezivanja je serinski (Ser) rezidual na koji se glikozaminoglikan združuje preko tetrasaharidnog mosta.
Sastavni su dio osnovne tvari vezivnog tkiva. Nastaju vezanjem glikozaminoglikana za središnji bjelančevinski lanac. Prevladava ugljikohidratni dio. Agrekan je najvažniji od svih proteoglikana u međustaničnoj tvari. Vrlo su hidrofilni sa slojem vezane vode oko sebe.
Mješavina glikoproteina i glikozaminoglikana koji povezuju stanice s vlaknima čini amorfnu osnovnu tvar vezivnog tkiva. Osnovna tvar skupa s tkivnom tekućinom tvori međustaničnu tvar.